# Kristín Helga Gunnarsdóttir

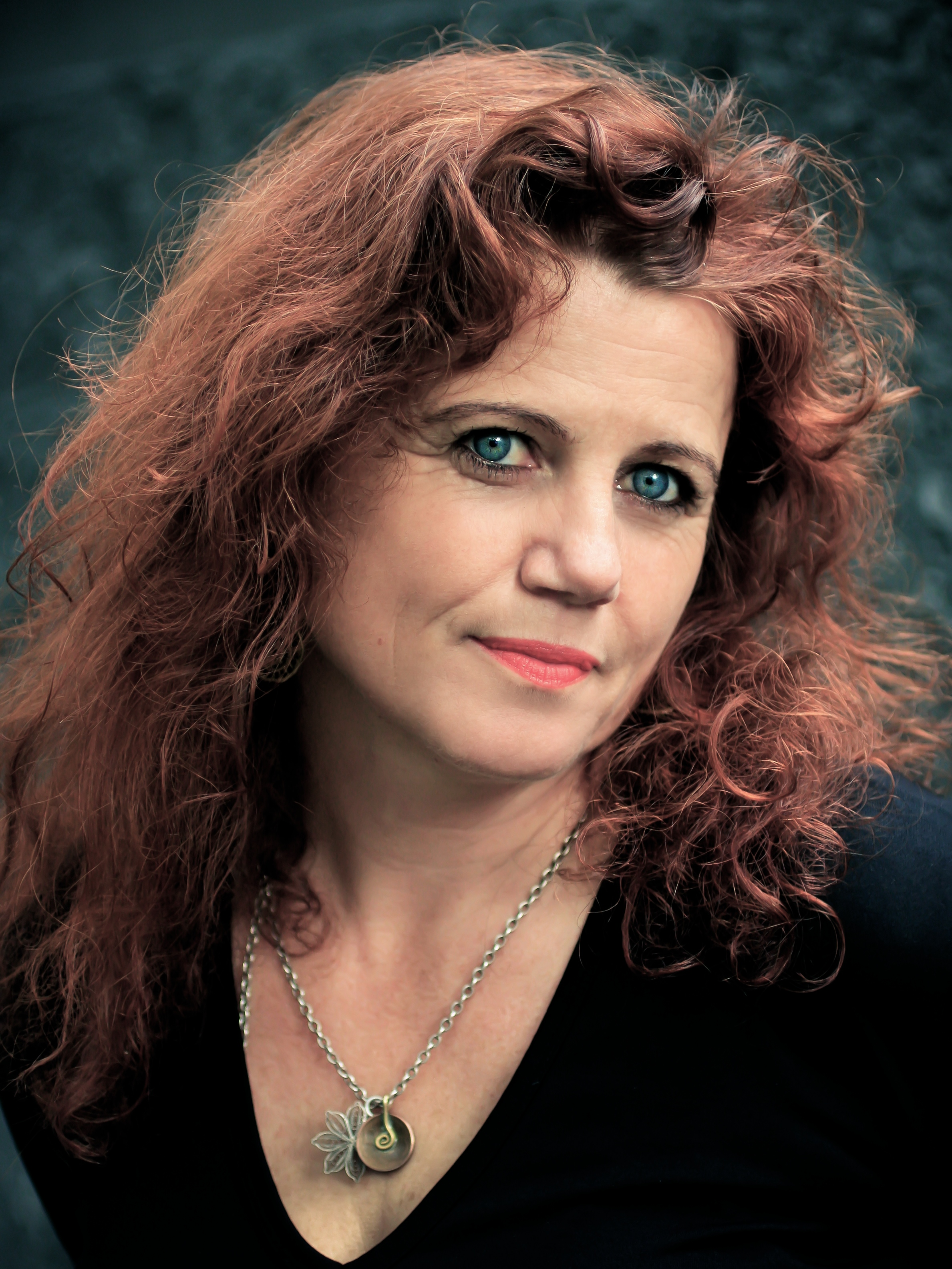
Kristín Helga Gunnarsdóttir

Kristín Helga Gunnarsdóttir (* 24. November 1963 in Reykjavík, Island) ist eine isländische Kinder- und Jugendbuchautorin.

## Leben
Kristín schloss die Oberschule in Reykjavík ab und studierte anschließend Spanisch an der Universität Barcelona, der Universität Reykjavík und der University of Utah in Salt Lake City in den USA. Dort schloss sie mit dem Titel Bachelor of Arts (BA) in Medienwissenschaften und Spanisch ab. In den Jahren 1987 bis 1998 arbeitete sie als Moderatorin und Sprecherin im isländischen Radio und Fernsehen, unter anderem für den privaten Fernsehkanal Stöð 2.

## Ehrungen und Preise
- 2001: Preis des Reykjavíker Pädagogenverandes
- 2008: Kinder- und Jugendbuchpreis des Westnordischen Rats
- 2008: Sögusteinn Kinderbuchpreis der isländischen Sektion des IBBY

## Veröffentlichungen (Auswahl)
- 1997: Elsku besta Binna mín.
- 1998: Bíttu á jaxlinn Binna mín.
- 1998: Keikó hvalur í heimsreisu.
- 1999: Milljón steinar (de.: Eine Million Steine)
- 1999: Hrollur í dalnum (de.: Das Zittern in der Kehle)
- 2000: Mói hrekkjusvín – Mal og mennig
  - deutsch: Moi – Bengel aus der Silberstraße. übersetzt von Dirk Gerdes, illustriert von Susanne Eisermann. Mückenschwein-Verlag, Stralsund 2010, ISBN 978-3-936311-40-2.
- 2003: Strandanornir (de.: Strandhexen)
- 2007: Draugaslóð (de.: Geisterpfad)
- 2008: Fíasól er flottust.
- 2010: Fiasól og litla ljónaránið.
- 2011: Ríólítreglan.